# Markus Wolf

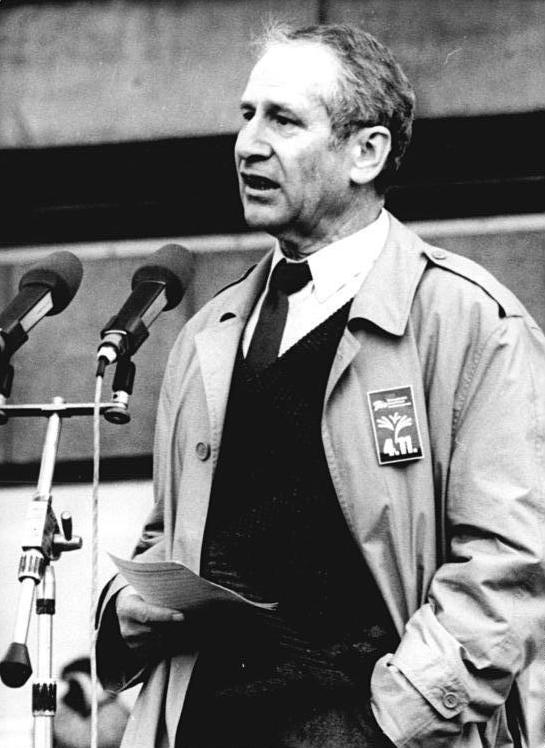
Markus Wolf (1989).

Markus Johannes Wolf, även kallad Mischa Wolf, född 19 januari 1923 i Hechingen i provinsen Hohenzollern (i nuvarande Baden-Württemberg), död 9 november 2006 i Berlin, var en östtysk statstjänsteman som var chef för Stasis civila utrikesspionage, Hauptverwaltung Aufklärung (HV A) 1952–1986.

## Biografi
Markus Wolf var son till Friedrich Wolf och bror till Konrad Wolf. Fadern var jude och familjen sympatiserade med socialismen. När Adolf Hitler kom till makten 1933 lämnade familjen Nazityskland och hamnade 1934 i Sovjetunionen. 

### Åren i Sovjetunionen
Wolf växte därefter upp i Moskva och gick i den tyskspråkiga Karl Liebknecht-skolan och lärde sig samtidigt ryska. Karl-Liebknechtschule var framför allt avsedd att skapa en ny, ”socialistisk” elit som skulle tjäna Kominterns och i förlängningen Sovjetunionens intressen. Under studietiden fick han smeknamnet ”Mischa” av sina ryska kamrater. Wolf lärde under kriget känna många av de personer (bland andra Walter Ulbricht) som efter kriget skulle komma att bli ledare för Östtyskland (DDR). Kriget gav även Wolf skolning i bland annat vapenhantering i Kominterns, sedermera Kominforms, ungdomsorganisation.

### Karriär i Östtyskland
Efter kriget återvände Wolf till Tyskland och började under sovjetiskt överinseende bygga upp det som skulle komma att bli Stasis civila underrättelsetjänst. Som täckmantel arbetade Wolf bland annat på en radiostation i den av Sovjetunionen kontrollerade sektorn av Berlin. Efter hand fick han nya uppgifter och i början av 1950-talet inlemmades hans organisation i det nya Ministeriet för statssäkerhet (MfS, Stasi). Markus Wolf blev avdelningschef där 1952.   
I augusti 1978 fick Östtysklands ambassad i Stockholm veta att Wolf skulle komma på besök under täcknamnet ”Doktor Werner”. Hans alibi var ett möte med den västtyske politikern från bayerska delstatsregeringen Friedrich Cremer, som arbetade för Stasi. Wolf anlände med sin tredje fru Christa med färjan från Finland. Svenska Säkerhetspolisen (Säpo) hade placerat en agent som anställd på östtyska ambassaden och man hade listat ut att ambassaden höll på att skaffa en hemlig lägenhet i Hammarbyhamnen till en hög gäst, ”Doktor Werner”. Wolf kom att fotograferas på en rad platser utan att Säpo visste vem det var. Det fick man veta några månader senare, då Stasiofficeren Werner Stiller hoppade av till Västtyskland och fick se Säpos bilder. Därefter släpptes bilderna via västtysk underrättelse- eller säkerhetstjänst till medierna (Der Spiegel, mars 1979). Under tiden då han var ”mannen utan ansikte” spreds i väst det falska ryktet att hans bror, den välkände filmregissören Konrad Wolf, i själva verket skulle vara Markus Wolfs täckmantel.

### Åtalad i Tyskland
Wolf avgick som spionchef 1986 och flydde strax före den tyska återföreningen 1990 till Moskva. Han kom tillbaka till Tyskland 1991 och åtalades av tysk domstol för bland annat förräderi. Markus Wolf dömdes 1993 till sex års fängelse, men domen revs upp och han dömdes 1997 till två års fängelse villkorligt. Wolf underkände domarna och hävdade att han omöjligen kunde ha förrått sitt land, en invändning som många av de i ledande ställning i DDR använt när de ställts inför rätta efter den östtyska statens upplösning.
Markus Wolf levde sina sista år i högönsklig välmåga i en lägenhet i Berlin och skrev förutom sina memoarer också bland annat en kokbok: Det ryska kökets hemligheter. Han var även en flitig gäst i tyska tv-soffor, där han förklarade sin roll och sina böcker.